# Dans mon HLM
Pistes de Marche à l'ombre
Les Aventures de Gérard Lambert La Teigne
Dans mon HLM est une chanson de Renaud, parue en 1980 dans l'album Marche à l'ombre et sortie en face B du 45 tours Marche à l'ombre.

## Histoire de la chanson
Après ses premiers grand succès (dont son troisième album Ma gonzesse sorti en 1979), Renaud cherche à renforcer son image d'artiste contestataire. Il travaille sur un ensemble de titres plus rocks et aux textes plus engagés et enregistre notamment ce titre en 1980. Par provocation, il dédie aussi l'album sur lequel il figure, Marche à l'ombre, à un gangster célèbre à cette époque, Jacques Mesrine.
L'idée de Dans mon HLM lui vient à la suite d'une visite à son frère aîné, qui habite dans une HLM du 13e arrondissement de Paris,. La construction de la chanson est assez significative de la façon dont Renaud accroche l'attention de son auditoire par ses textes. Ainsi, pour Claude Fléouter : « Renaud, qui ne dédaigne ni les coups de gueule ni l'humour et la parodie, a des chansons-histoires solidement construites dans lesquelles vivent et parfois meurent des êtres de chair et de sang, les habitants d'une H.L.M. blême, le " loubard " qui ne se fait pas d'illusion, deux jeunes hommes qui agonisent sur l'asphalte, à 2 heures du matin, rue Pierre-Charron, après un braquage raté, le joueur de flipper et le motard. », même s'il y a peut-être aussi quelques règlements de comptes dans ces mêmes textes.